# ピンクパンサー (バラ)

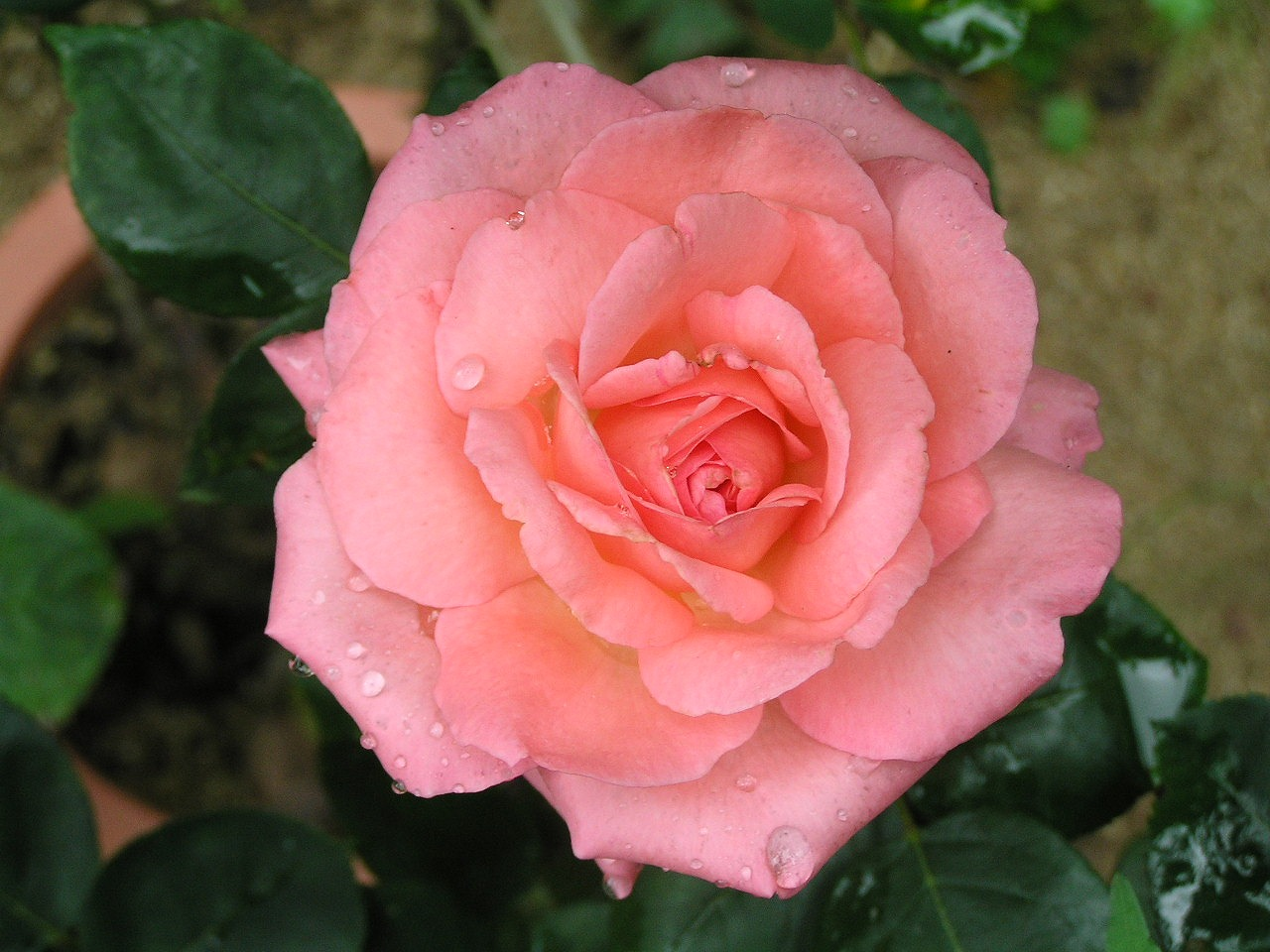
ピンクパンサー

ピンクパンサーは、バラの園芸品種の1つ。1982年にフランスで、M.L.メイアンによって作出された。

## 概要
ハイブリッド・ティー系の四季咲き・直立性のバラ。交配種はCoppélia76×Meinaregi。樹高1.8m、株張り1.2mの大型のシュラブである。丸弁高芯咲きまたは半剣弁高芯咲きのサーモンピンク色の大輪の花を咲かせる。花径は12cm、花弁のふちがやや濃くなる。香りの強さは中香または微香。シュラブ型なので枝がよく伸びる。夏場になると旺盛なシュートの発生がみられる。黒点病に対する耐性がとても強い。
フランス本国では、パンサー・ローズの名で流通している。1981年にハーグ国際コンクールで金賞を受賞したほか、5つのコンクールで銀賞を受賞した。

### 注
1. ↑  1981年作出と記す本もある
[3][4]。